# Depolarisatie (biologie)
Met depolarisatie bedoelt men in de biologie een verandering in de membraanpotentiaal van een cel waardoor deze potentiaal meer positief dan wel minder negatief wordt. Indien de depolarisatie hoog genoeg is, kan dit in zenuwcellen en bepaalde andere celtypen leiden tot een actiepotentiaal. Het tegenovergestelde van depolarisatie is hyperpolarisatie.

## Werking
Indien, bijvoorbeeld, een cel een rustpotentiaal heeft van –70 mV en de membraanpotentiaal vervolgens –50 mV wordt, is de cel gedepolariseerd. Depolarisatie wordt vaak veroorzaakt door een influx van kationen, zoals natriumionen via natriumkanalen of calciumionen via calciumkanalen. Anderzijds wordt depolarisatie afgeremd door de efflux van kaliumionen via kaliumkanalen, of de influx van chloride-anionen door chloridekanalen. Indien een cel in rust een K+- of Cl–-stroom heeft, zal het remmen van deze stromen ook leiden tot depolarisatie. 
Aangezien depolarisatie een verandering in de membraanspanning inhoudt, wordt het verschijnsel in de elektrofysiologie gemeten aan de hand van current-clamp-technieken (hierbij wordt de spanning gemeten bij een gegeven stroom). Wanneer men meet bij constante membraanpotentiaal (voltage clamp) zijn de membraanstromen die depolarisatie teweegbrengen een vergroting van de ingaande stroom, dan wel een verkleining van de uitgaande stroom.

## Depolarisatieblokkeerders
Bepaalde medicijnen die bekendstaan als depolarisatie blocking agents, remmen de depolarisatie doordat ze de bijbehorende kanalen blokkeren of de K+-kanalen openen. De nicotinische agonisten suxamethonium en decamethonium zijn voorbeelden van zulke medicijnen.